# سیسرون
سیسِرون یا چیچرو (در لاتین: Marcus Tullius Cicero؛ تلفظ کلاسیک: /ˈma:r.kʊs ˈtu:l.lɪ. ʊs ˈkɪ.kɛ.ro:/، /ˈmarkus ˈtulljus ˈt͡ʃi:t͡ʃero/، مارکوس تولیوس چیچِرُ) (زاده ۱۰۶ پیش از میلاد-درگذشته ۴۳ پیش از میلاد) خطیب، سیاستمدار و فیلسوف معروف جمهوری روم بود. وی متولد شهر آرپینو بوده است. او در طول بحران‌های سیاسی که منجر به تأسیس امپراتوری روم شد، سعی در حفظ اصول مردم داری داشت. نوشته‌های گسترده او شامل رساله‌هایی دربارهٔ بلاغت، فلسفه و سیاست است و او را یکی از بزرگ‌ترین سخنوران و سبک‌نویسان نثر روم می‌دانند. او از یک خانواده شهرنشین ثروتمند از راسته سوارکاری روم بود و در سال ۶۳ قبل از میلاد به عنوان کنسول خدمت کرد.
تأثیر او بر زبان لاتین بسیار زیاد بود. او بیش از سه چهارم ادبیات لاتین موجود را نوشت که معلوم است در زمان حیاتش وجود داشته است، و گفته شده است که نثر بعدی یا واکنشی علیه او یا بازگشتی به سبک او بود، نه تنها در لاتین، بلکه در زبان‌های اروپایی. تا قرن ۱۹. سیسرون استدلال‌های مکاتب اصلی فلسفه هلنیستی را به لاتین وارد کرد و واژگان فلسفی لاتین را با واژه‌سازی‌هایی مانند evidentia, humanitas, qualitas, quantitas (عرض) و essentia (جوهره) ایجاد کرد و خود را به عنوان مترجم و فیلسوف متمایز کرد.
اگر چه سیسرون سخنوری ماهر و وکیلی موفق بود، معتقد بود که حرفه سیاسی او مهم‌ترین دستاورد او بود. در زمان کنسولگری او بود که دومین توطئه کاتلینا سعی کرد از طریق حمله به شهر توسط نیروهای خارجی، دولت را سرنگون کند و سیسرون با اعدام فوری و بحث‌برانگیز پنج توطئه‌گر بدون محاکمه، شورش را سرکوب کرد. در طول دوره میانی پر هرج و مرج قرن اول قبل از میلاد، که با جنگ‌های داخلی (جنگ اجتماعی، دومین جنگ داخلی سولا و جنگ داخلی سزار) و دیکتاتوری ژولیوس سزار خاتمه یافت، سیسرون از بازگشت به حکومت جمهوری سنتی دفاع کرد. پس از مرگ سزار، سیسرون در کشمکش‌های بعدی قدرت با مارک آنتونی دشمن شد و در یک سری سخنرانی موسوم به فیلیپیکائهبه او حمله کرد. او توسط سه‌گانه دوم به عنوان دشمن دولت اعلام شد و در نتیجه توسط سربازانی که از طرف آنها در سال ۴۳ قبل از میلاد رهگیری شده بود، اعدام شد. سپس دست‌ها و سر بریده شده او به عنوان آخرین انتقام مارک آنتونی در روسترا به نمایش گذاشته شد.
کشف مجدد نامه‌های سیسرون توسط پترارکا اغلب به آغاز رنسانس قرن چهاردهم در امور عمومی، اومانیسم و فرهنگ کلاسیک روم نسبت داده می‌شود. به گفته تادئوش زیلینسکی، مورخ لهستانی، «رنسانس بیش از هر چیز احیای سیسرون بود، و تنها پس از او و از طریق او بقیه دوران باستان کلاسیک بود.» اوج اقتدار و اعتبار سیسرون در قرن ۱۸ میلادی بود. روشنگری و تأثیر او بر متفکران برجسته روشنگری و نظریه پردازان سیاسی مانند جان لاک، دیوید هیوم، مونتسکیو و ادموند برک قابل توجه بود. آثار او در میان تأثیرگذارترین آثار در فرهنگ جهانی قرار دارند و امروزه هنوز هم یکی از مهم‌ترین مواد اولیه برای نگارش و بازنگری تاریخ روم، به‌ویژه آخرین روزهای جمهوری روم هستند.

## شرح حال
او از آغاز جوانی ضمن سرودن شعر و ترجمه آثار یونانی، به آموختن فنون نظامی پرداخت و از هفده سالگی در جنگ‌ها شرکت نمود. بعدها دو سال را به سیاحت در مشرق زمین گذراند و در این سفر، فلسفه و علوم ادبی را از دانشمندان زمان فرا گرفت و در سال ۷۷ قبل از میلاد به رم بازگشت.
از سال ۶۳ قبل از میلاد وارد صحنه سیاست شد و به مقام کنسولی دست یافت. خطابه‌های وی در مدح و ذم اشخاص معروف هستند. در بلواهای پس از قتل ژولیوس سزار به دستور مارک آنتونی در سال ۴۳ قبل از میلاد جان بر سر سیاست نهاد و کشته شد.

## فلسفه و سیسرون
سیسرون علاوه بر خطابه‌های بلیغ، کتاب‌های بسیار در معانی و بیان فلسفه و جوامع نوشته است که اکثراً ملهم از متفکران یونانی است. نوشته‌های سیسرون در فصاحت و شیوائی از سرمایه‌های بزرگ ادبی جهان به‌شمار می‌رود.
در سال‌های آخر زندگی، به عنوان واسطه بین ادبیات و آثار مکتوب یونانی از یک سو و جامعه رومی از سوی دیگر عمل نمود. سیسرون در آثار فلسفی خود، توجه‌اش را به
«افلاطون»، «رواقیون» و «شکاکیون آکادمی» معطوف داشته و در سه بخش عمده فلسفه یونانی به بحث پرداخته است.
- اول دربارهٔ فرضیه شناخت، شامل: «رسالات آکادمی».
- دوم دربارهٔ اخلاق، شامل: «معیارهای سنجش نیکی و بدی»، «مناظره توسکلانی»، «دربارهٔ دوستی»، «حقانیت در عمل»، «دربارهٔ پیری»
- سوم دربارهٔ الهیات فلسفی، شامل: «دربارهٔ طبیعت خدا»، «دربارهٔ آینده نگری» «دربارهٔ تقدیر».

## آثار
آثار وی شامل:
- رساله خطیب (در باب عروض و بدیع)
- رساله بروتوس (مکالمه‌ای در تاریخ سخنوری)
- رساله دفاع از آرکیاس
- فیلیپیکائه

## نامه‌ها
حدود ۹۰۰ نامه از سیسرون به زبان لاتین باقی مانده که از اسناد تاریخی باارزش محسوب می‌شوند. نامه‌های زیر از این جمله‌اند:
- «نامه به آشنایان»
- «نامه به دوستش آتیکوس»
- «نامه به برادرش کوئینتوس»

شعرهای وی نیز علاوه بر نامه‌هایش نمونه‌ای از تسلط او به کلمات و استعمال هنرمندانه آن‌ها است.

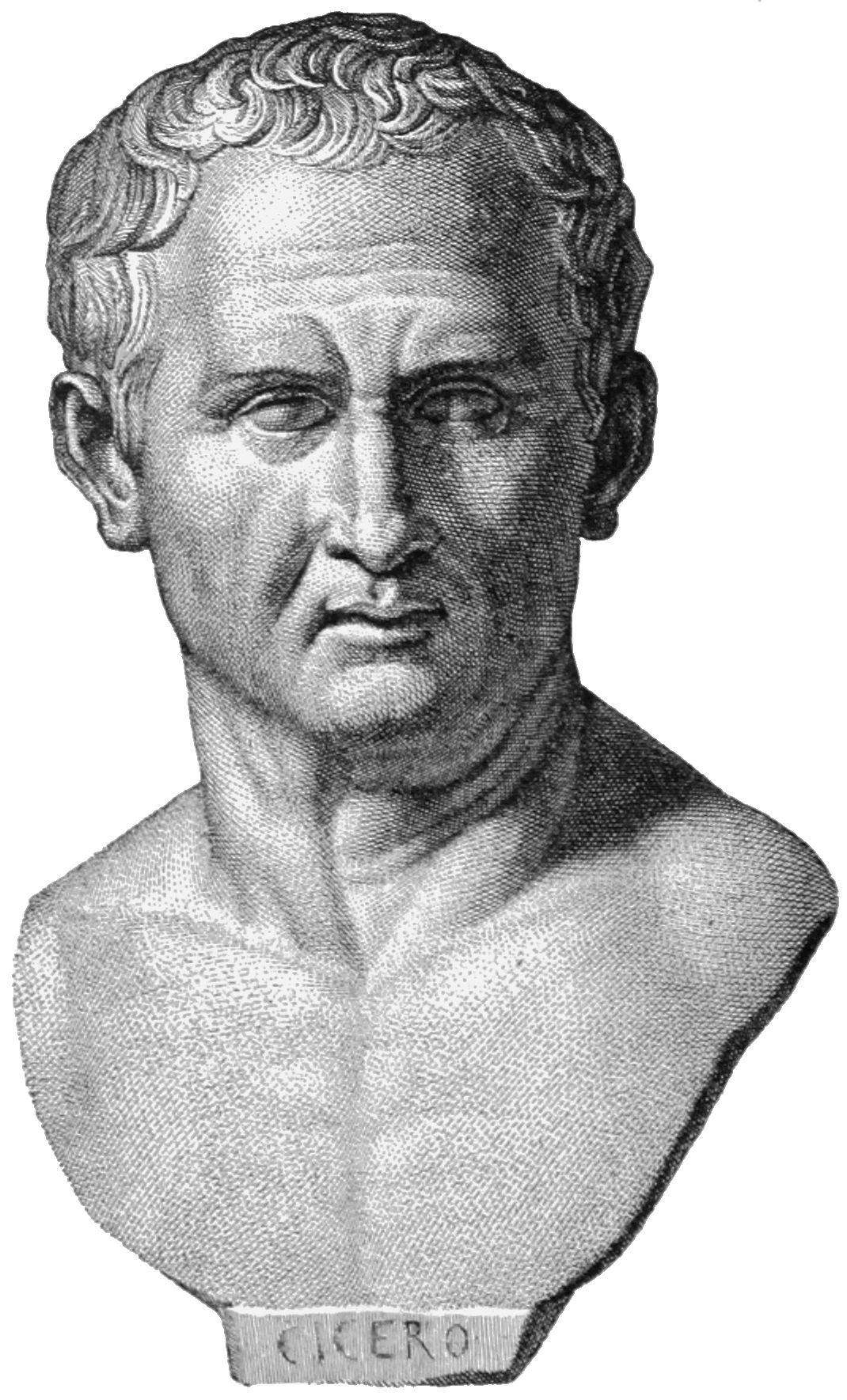
سیسرون: فیلسوف و سیاست‌مدار رومی